# Daniela Melchior
Daniela Melchior dos Reis Lopes Pereira (Almada, 1996. november 1. –) portugál színésznő. 

## Élete
Melchior 1996. november 1-jén született Almadaban, Setúbalban. Kamaszkorában színházat tanult.

## Filmográfia

### Film
| Év   | Magyar cím                              | Eredeti cím                       | Szerep                                        | Magyar hang    |
| ---- | --------------------------------------- | --------------------------------- | --------------------------------------------- | -------------- |
| 2018 |                                         | The Black Book                    | La Fille                                      |                |
| 2018 | Pókember: Irány a Pókverzum!            | Spider-Man: Into the Spider-Verse | Gwen Stacy / Spider-Woman (portugál szinkron) |                |
| 2018 |                                         | Parque Mayer                      | Deolinda                                      |                |
| 2021 | The Suicide Squad – Az öngyilkos osztag | The Suicide Squad                 | Cleo Cazo / Patkányfogó II                    | Nagy Katica    |
| 2022 | Marlowe                                 | Marlowe                           | Lynn Peterson                                 | Nagy Katica    |
| 2023 | A galaxis őrzői: 3. rész                | Guardians of the Galaxy vol 3.    | Ura                                           | Katona Kinga   |
| 2023 | Bérgyilkosok klubja                     | Assassin Club                     | Sophie                                        | Bálint Adrienn |
| 2023 | Halálos iramban 10.                     | Fast X                            | Isabel Neves                                  | Gubik Petra    |
| 2024 | Országúti diszkó                        | Road House                        | Ellie                                         | Nagy Katica    |

### Televízió
| Év        | Cím                          | Szerep              | Megjegyzés |
| --------- | ---------------------------- | ------------------- | ---------- |
| 2014–2015 | Mulheres                     | Viviana Gomes       | 316 epizód |
| 2016      | Massa Fresca                 | Carminho Santiago   | 68 epizód  |
| 2017      | Ouro Verde                   | Cláudia Andrade     | 221 epizód |
| 2018      | A Herdeira                   | Ariana Franco       | 190 epizód |
| 2018–2019 | Valor da Vida                | Isabel Vasconcellos | 203 epizód |
| 2019      | O Livro Negro do Padre Dinis | La Fille            | 6 epizód   |
| 2021      | Pecado                       | Maria Manuel        | 6 epizód   |